# Skrajny Płaczliwy Żleb

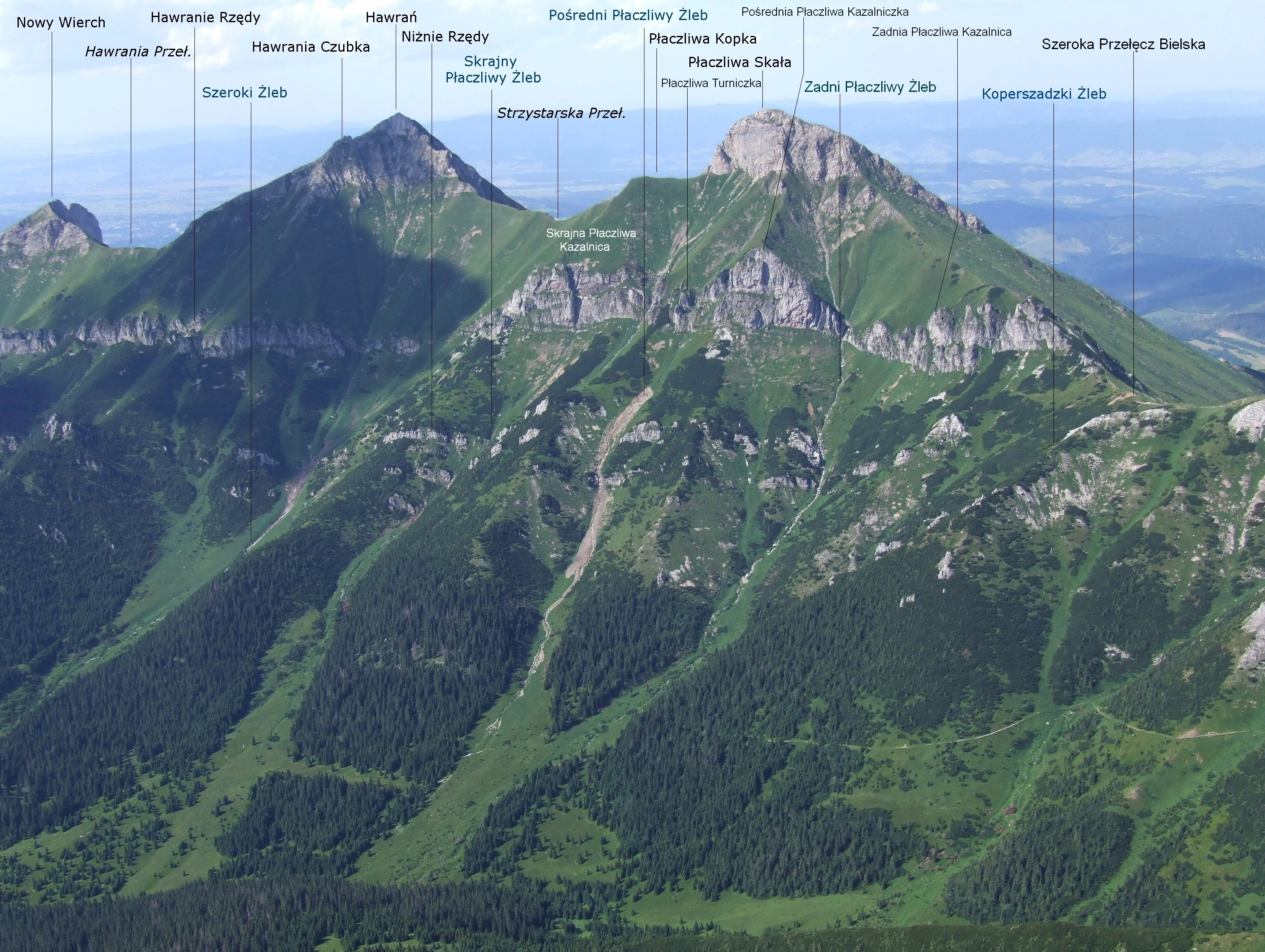
Widok z Jagnięcego Szczytu

Skrajny Płaczliwy Żleb – żleb na południowych, opadających do Dolina Zadnich Koperszadów stokach Płaczliwej Skały w słowackich Tatrach Bielskich. Jest jednym z trzech Płaczliwych Żlebów, najbardziej wśród nich wysuniętym na zachód. Opada kilkoma wąskimi żlebkami spod wierzchołka Płaczliwej Skały, który wznosi się nad nim pionowym murem skalnym. Niżej żleb jednym już korytem przecina  Wyżnie Rzędy Bielskie pomiędzy Skrajną Płaczliwą Kazalnicą a Płaczliwą Turniczką, następnie Niżnie Rzędy Bielskie i zanika na północnym obrzeżu Zadniej Koperszadzkiej Pastwy.
Obramowanie żlebu tworzą dwie grzędy opadające z Płaczliwej Skały. Grzędy te dołem porasta las, wyżej kosodrzewina, a u samej góry są trawiasto-skaliste. Żleb dołem jest mało stromy, górą stromy, jego dno jest szerokie, zwęża się tylko w dwóch miejscach – gdy żleb przeciska się między Płaczliwymi Kazalnicami i Niżnimi Rzędami. W miejscach tych żleb tworzy dwie wąskie skalne gardziele. W najwyższej części żleb tworzy szeroki, trawiasty i stromy cyrk lodowcowy. Zimą gromadzi się w nim duża ilość śniegu. Schodzące żlebem lawiny nie pozwalają na rozwój drzew i kosodrzewiny, wskutek czego dno żlebu jest trawiasto-piarżyste. Żleb stanowi duże zagrożenie lawinowe. 
Skrajny Płaczliwy Żleb ma wylot około 200 m powyżej znajdującej się na Zadniej Koperszadzkiej Pastwie samotnej skały zwanej Zbójnicką Skałą. Przecina go znakowany szlak turystyczny. Można od szlaku tego wyjść pod skalny mur Płaczliwej Skały. W korycie żlebu pomiędzy Płaczliwymi Kazalnicami jest pionowy, niewysoki próg, który można ominąć po prawej stronie. Koryto żlebu powyżej jest skaliste i prowadzi do trawiastego kotła. Przejście Skrajnym Płaczliwym Żlebem pod skalny mur Płaczliwej Skały jest łatwe (0+ w skali tatrzańskiej, 1.30 h), jednak jest to zamknięty dla turystów i taterników obszar ochrony ścisłej. 

## Szlaki turystyczne
Chociaż żleb znajduje się na obszarze ochrony ścisłej, przecina go szlak turystyczny na Przełęcz pod Kopą, zatem na tej drodze jest dostępny dla turystów.
  – od Rozdroża pod Muraniem przez Polanę pod Muraniem (Gałajdówkę) i całą długość doliny na Przełęcz pod Kopą. Czas przejścia: 2:30 h, ↓ 2 h